# Władysław Gostyński
Władysław Gostyński (ur. 1850 w Wierzchowlanach, zm. 4 października 1926 we Lwowie) – polski aktor i przedsiębiorca teatralny, dyrektor teatrów prowincjonalnych.

## Kariera aktorska
Był zaangażowany w teatrze lwowskim w sezonie 1875/1876. Występował w zespołach teatrów prowincjonalnych: Władysława Krzyżanowskiego (1877), Anny Dudtow (1878–1879), Bolesława Kremskiego i Hipolita Wójcickiego (1879) i Piotra Woźniakowskiego (1879–1880) oraz w warszawskim teatrze ogródkowym „Alhambra”. Wystąpił m.in. w rolach: Wojewody (Mazepa), Cześnika (Zemsta), Damazego (Pan Damazy), Ignacego (Marcowy kawaler), Astolfa (Odludki i poeta) i Goliata (Aktorka). Ok. 1880 r. wycofał się ze sceny.

## Zarządzanie zespołami teatralnymi
W 1878 r. poślubił dyrektorkę teatru prowincjonalnego i aktorkę Annę Dudtow i objął kierownictwo tego zespołu. Teatr występował w Białej i w Radzyniu przez sezon 1878/1879.